# Bazargan
Bazargan, (in persiano  بازرگان‎), è una città e capoluogo della Circoscrizione di Bazargan, in Iran.

## Geografia fisica
Si trova al confine con la Turchia ed è un importante snodo commerciale per l'importazione ed esportazione di merci per l'Iran.

## Infrastrutture e trasporti
- Road 32